# Thyada
Thyada is een kevergeslacht uit de familie van de boktorren (Cerambycidae). De wetenschappelijke naam van het geslacht werd voor het eerst geldig gepubliceerd in 1863 door Pascoe.

## Soorten
Thyada is monotypisch en omvat slechts de volgende soort:
- Thyada barbicornis (Pascoe, 1859)